# Jan Kouba
Jan Kouba (6. srpna 1907 Komařice – 5. srpna 1982 České Budějovice) byl český a československý tesař, rolník, politik Československé strany lidové a poúnorový poslanec Národního shromáždění ČSR, Národního shromáždění ČSSR a Sněmovny lidu Federálního shromáždění.

## Biografie
Po absolvování základní školy se vyučil tesařem a pracoval na řadě míst. Od roku 1931 pomáhal na rodinném hospodářství, které v roce 1941 převzal. V letech 1949–1957 působil jako předseda JZD Komařice, v období 1957–1967 v témže JZD pracoval jako tesař. Členem ČSL byl již za první republiky, ale více se politicky uplatnil až po roce 1948. Rychlý vstup do JZD mu zaručil oblibu ze strany „obrozeného“ vedení ČSL. V letech 1945–1953 zastával post člena MNV Komařice, v letech 1950–1960 byl předsedou okresního vedení ČSL v Trhových Svinech a členem Ústředního výboru ČSL. Byl dlouholetým poslancem za ČSL a nositelem vyznamenání Za zásluhy o výstavbu.
Ve volbách roku 1954 byl zvolen za ČSL poslancem ve volebním obvodu České Budějovice. Mandát obhájil ve volbách v roce 1960 (nyní již jako poslanec Národního shromáždění ČSSR za Jihočeský kraj) a ve volbách v roce 1964. V Národním shromáždění zasedal až do konce jeho funkčního období v roce 1968.
K roku 1954 se profesně uvádí jako předseda JZD v obci Komařice.
Po federalizaci Československa usedl roku 1969 za ČSL do Sněmovny lidu Federálního shromáždění (volební obvod Trhové Sviny), kde setrval do konce volebního období, tedy do voleb v roce 1971. K roku 1968 je profesně uváděn jako člen JZD.